# Conura giraulti
Conura giraulti är en stekelart som först beskrevs av De Santis 1979.  Conura giraulti ingår i släktet Conura och familjen bredlårsteklar. Inga underarter finns listade i Catalogue of Life.